# Little Willie
Little Willie va ser un prototip del desenvolupament del Tanc Mark I britànic i el primer tanc prototip completat de la història. Fou dissenyat el juliol de 1915 per Landships Committee.

## Number 1 Lincoln Machine
Little Willie va ser dissenyat des del juliol de 1915 per la Landships Committee per mirar d'aconseguir en la I Guerra Mundial per part de la Gran Bretanya una màquina de guerra que aconseguís travessar trinxeres de cinc peus d'alçària. Després de diversos projectes, en els quals la construcció d'una sola o triple cadenes d'eruga fracassés, el 22 de juliol, el William Ashbee Tritton, director de l'empresa de maquinària agrícola William Foster & Company de Lincoln, (Lincolnshire) va rebre l'encàrrec de construir una "Màquina Tritton" amb dues cadenes d'eruga, després d'haver-se proposat un disseny pel cap de dissenyadors, William Rigby. Es va utilitzar elements de suspensió i cadenes llargues (set rodes de carretera en comptes de quatre) proporcionats pel Bullock Creeping Grip Tractor Company a Chicago. Quan les cadenes van arribar es va descobrir que eren molt crudes.
L'11 d'agost, la construcció actual va començar; el 16 d'agost, Tritton va decidir col·locar rodes al darrere per millorar alhora de dirigir. El 9 de setembre el Number 1 Lincoln Machine, com a prototip, va fer la primera prova en una iarda de Wellington Foundry. Aviat es va veure que les cadenes eren massa gruixudes i a causa d'això, no es podia girar gaire bé pel fregament amb el terra. Per solucionar-ho, es va modificar la suspensió. Llavors, es va veure un altre problema: quan es travessava una trinxera les cadenes cedien i llavors no encaixaven amb les rodes una altra vegada i es comprimien. Tritton i el Tinent Walter Gordon Wilson van intentar de totes maneres dissenys de cadenes alternatives incloent-hi el de Balata. Tritton, el 22 de setembre, al final va trobar un sistema d'engranatges per encabir les rodes mecàniques amb la cadena d'eruga. Però aquest sistema només permetia moure's en pla. Les cadenes estaven connectades també al cos del tanc i això feia que els moviments siguin gairebé nuls. Va ser un disseny amb molt èxit i va ser utilitzat en tots els tancs britànics de la Primera Guerra Mundial fins al Mark VIII per la limitació de velocitat.

## Avui
El Little Willie va ser preservat per la posteritat després de la guerra, salvat de ser desmuntat el 1940 i avui en dia es mostra al Museu del Tanc de Bovington. És bàsicament un buc buit, sense els mecanismes interns.